# Cantó de Gap Sud-Est
El cantó de Gap Sud-Est és un cantó francès del departament dels Alts Alps, situat al districte de Gap. Compta amb part del municipi de Gap.

## Municipis
- Gap

## Història
| Data d'elecció                           | Identitat          | Partit  | Qualitat |
| ---------------------------------------- | ------------------ | ------- | -------- |
| 1976-1982                                | Gaston Julian      | PCF     |          |
| 1982-1998                                | Jean-Claude Chappa | UDF-CDS |          |
| 1998-                                    | Bernard Jaussaud   | PS      |          |
| les dades anteriors no són pas conegudes |                    |         |          |
|                                          |                    |         |          |

| 1962 | 1968 | 1975 | 1982 | 1990  | 1999  | 2007  |
| ---- | ---- | ---- | ---- | ----- | ----- | ----- |
| -    | -    | -    | -    | 8.622 | 8.103 | 7.938 |